# 1577

## Esdeveniments
- Regne de Sicília: Marco Antonio Colonna és nomenat virrei de Sicília pel rei Felip II de Castella.
- Anglaterra: Francis Drake inicia la seva volta al món de quatre anys.
- Saltillo (Mèxic): Els espanyols funden la ciutat, la més antiga del nord de Mèxic.

## Naixements
- 3 de març - Douai (Flandes): Nicolas Trigault, jesuïta flamenc, missioner a la Xina (m. 1628).[1]

- 12 d'abril - Hillerød (Dinamarca): Cristià IV, rei (m. 1648).
- 15 de maig - Mòdena: Sulpitia Lodovica Cesis, compositora i llaütista italiana (m. circa 1619).[2]
- 12 de juny - Mels (Suïssa): Paul Guldin, matemàtic (m. 1643).[3]
- 28 de juny - Siegen (Westfàlia): Peter Paul Rubens, pintor (m. 1640).[4]
- 16 d'octubre - Múnic (Baviera): Ferran de Baviera, príncep-elector de diversos principats nord-europeus, figura central de la Contrareforma (m. 1650).

## Necrològiques
- Abril, Valladolid, Regne de Castella: Juan de Juni, escultor.
- 9 de juliol, Parma, Ducat de Parma: Maria de Portugal i de Bragança, infanta de Portugal i duquessa de Parma pel seu matrimoni amb Alexandre Farnesi.
- 25 de juliol, Toledo: Diego Covarrubias y Leiva, bisbe i polític castellà.
- 24 de novembre, Qazvín, Pèrsia: Ismail II, xa safàvida, enverinat per una conspiració de nobles.
- Sòria, Regne de Castella: Melchor Bravo de Saravia, virrei del Perú i governador de Xile.
- Ais de Provença, Regne de França: Joan de Nòstra Dama, escriptor occità.